# Actéon-Inseln
Die Actéon-Inseln (französisch Îles du groupe Actéon oder vereinfacht Groupe Actéon) sind eine Inselgruppe im Tuamotu-Archipel in Französisch-Polynesien. Sie liegen im südöstlichsten Bereich des Archipels und gehören administrativ bereits zur Gemeinde Gambier der Gambierinseln, von denen sie etwa 225 Kilometer entfernt liegen.
Die Inselgruppe besteht, von West nach Ost, aus den vier Atollen Tenararo, Vahanga, Tenarunga sowie Matureivavao. Die gesamte Landfläche der Inseln beträgt 8,7 km², die Fläche inklusive der Lagunen 38,3 km². Keines der vier Atolle wird dauerhaft bewohnt.
Als erster Europäer sichtete im Jahre 1606 der portugiesische Seefahrer Pedro Fernández de Quirós die Inselgruppe.
Der Archipel ist nach der Fregatte H.M.S. Actaeon des britischen Kapitäns Lord Edward Russell benannt, der die Gruppe am 3. Januar 1837 anlief. Ein weiterer Name, Amphitrite Islands, stammt von A. G. Findlay, der sie nach dem gleichnamigen Schiff des tahitischen Perlenhändlers Thomas Ebrill benannte. Ebrill seinerseits war 1833 dort unterwegs.